# Midnight Oil
Midnight Oil är en rockgrupp från Australien, som under åren gjort sig kända för de politiska budskapen i sångerna. De har ett starkt engagemang för bland annat miljön och Australiens ursprungsbefolkning, aboriginerna, vilket avspeglar sig i åtskilliga av deras sångtexter.
Gruppen bildades 1972 i Sydney under namnet Farm, men fick det namn de har idag år 1976, strax efter att frontmannen och sångaren Peter Garrett samt Martin Rotsey gått med. Det internationella genombrottet kom med 1987 års Diesel and Dust och hitsingeln Beds Are Burning.
Den 30 maj 1990 höll de en konsert framför oljebolaget Exxons huvudkontor på 6th Avenue på Manhattan för att protestera mot bolagets dåliga hantering av Exxon Valdez oljeutsläpp i Alaska. Låten Progress på albumet Scream in Blue Live är inspelad där. Studioversionen av låten återfinns på Species Deceases. Även John Lennons Instant Karma framfördes. En inspelning av konserten såldes under namnet Black Rain Falls (en textrad från låten River Runs Red på Blue Sky Mining). Vinsten från försäljningen gick till Greenpeace.
Under Garretts politiska karriär låg bandet i träda men gjorde ett par framträdanden för välgörenhet. 2016 återupptog bandet karriären genom att offentliggöra den världsturné som genomfördes under 2017.

## Medlemmar
- Peter Garrett – sång, munspel (1976–2002, 2005, 2009, 2016–)
- Rob Hirst – trummor, sång, (1976–2002, 2005, 2009, 2016-)
- Jim Moginie – gitarr, keyboard, (1976–2002, 2005, 2009, 2016–)
- Andrew James – bas, (1976–2002, 2005, 2009, 2016–)
- Martin Rotsey – gitarr, (1976–2002, 2005, 2009, 2016–)

## Diskografi

### Studioalbum
- 1978 – Midnight Oil
- 1979 – Head Injuries
- 1980 – Bird Noises [EP]
- 1981 – Place Without a Postcard
- 1982 – 10, 9, 8, 7, 6, 5, 4, 3, 2, 1
- 1984 – Red Sails in the Sunset
- 1985 – Species Deceases [EP]
- 1987 – Diesel and Dust
- 1990 – Blue Sky Mining
- 1993 – Earth and Sun and Moon
- 1996 – Breathe
- 1998 – Redneck Wonderland
- 2002 – Capricornia
- 2020 – Midnight Oil/ The MakarrataProjekt.
- 2022 – Resist

### Livealbum
- 1992 – Scream in Blue Live
- 2000 – The Real Thing
- 2004 – Best of Both Worlds
- 2018 – Armistice Day - Live at the Domain, Sydney